# Cato André Hansen
Cato André Hansen (Lyngvær, 28 novembre 1972) è un allenatore di calcio e calciatore norvegese, di ruolo difensore.

## Carriera

### Giocatore

#### Club
Hansen iniziò a giocare con le maglie di Strauman e Vågakameratene. Passò poi al Bodø/Glimt, per cui giocò dal 1995 al 2006 e per cui totalizzò 217 incontri di campionato. Per il campionato 2006, fu nominato capitano della squadra. Dopo tre mesi dall'inizio della stagione, Hansen trovò un accordo con il Bryne e il Bodø/Glimt accettò di lasciarlo libero sei mesi prima della naturale scadenza del suo contratto.
Debuttò nella nuova squadra, in Adeccoligaen, il 30 luglio: fu titolare nel pareggio a reti inviolate contro il Løv-Ham. A fine anno, fu assunto dallo Stavanger come giocatore-allenatore e, dopo un secondo posto alla prima stagione, vinse il campionato e centrò la promozione nell'Adeccoligaen. Lo Stavanger retrocesse però al primo anno, anche per via della scarsa disponibilità economica del club. Nel 2009, Hansen lasciò il calcio giocato.

### Allenatore
Hansen fu allenatore-giocatore dello Stavanger per tre stagioni. Nel 2011 fu assunto come assistente di Kåre Ingebrigtsen al Bodø/Glimt. Ma a causa di alcuni risultati negativi di Ingebrigtsen, ne prese il posto a stagione in corso.